# 음악회

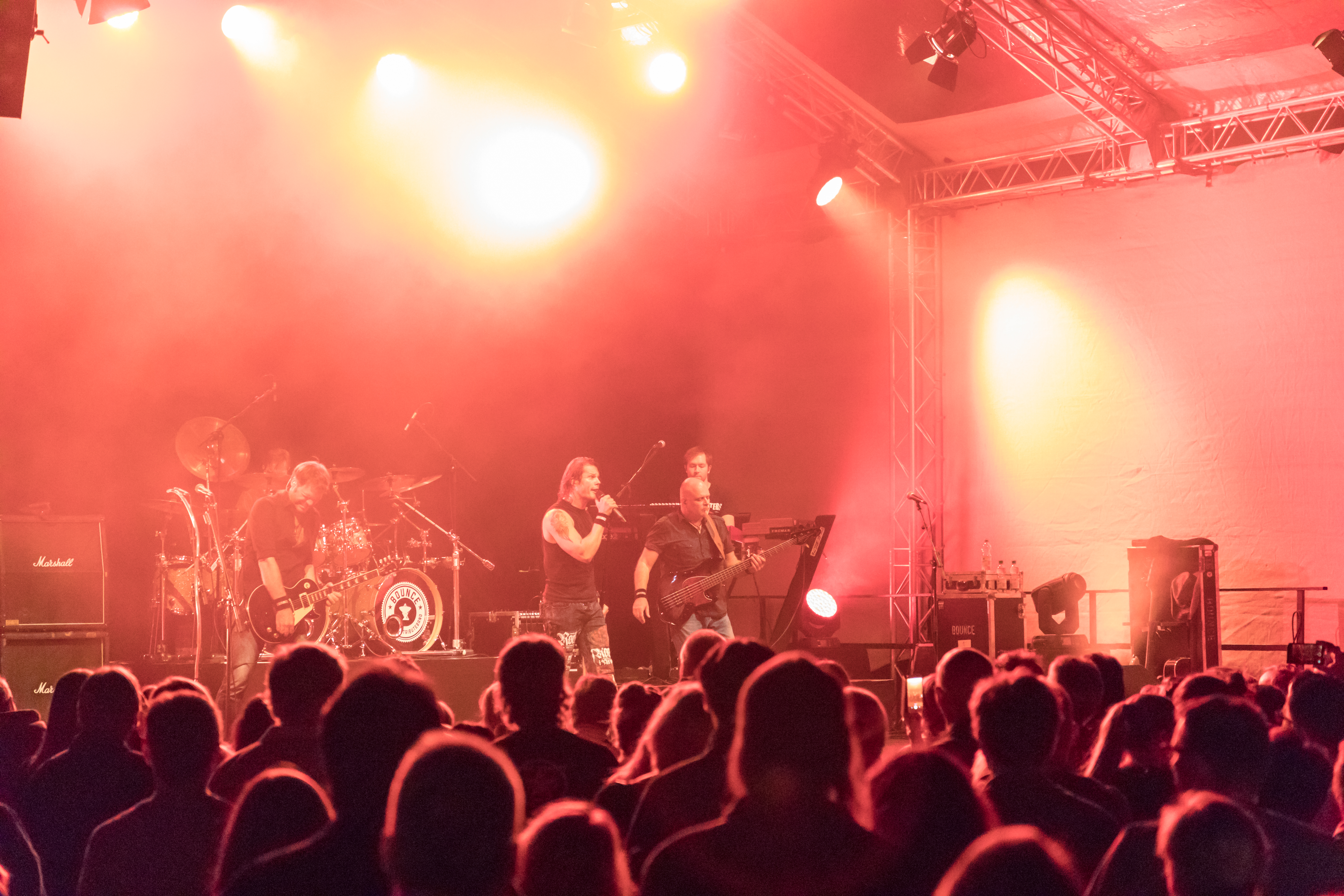
2018년 독일 뒤를메너 소머 야외 콘서트에서 공연하는 음악 그룹

음악회(音樂會) 또는 콘서트(concert, 문화어: 콘써트)는 보통 청중을 대상으로 음악을 상연하는 실시간 공연이다. 오스트리아 등 독어권의 베토벤(1770-1827)시대를 전후해서는 아카데미(Akademie)라 했으나 후세에는 점차 콘체르트(Konzert)로 정착됐다. 연주를 하는 음악회는 연주회(演奏會)라고도 한다.

## 연주회, 협주곡 구분
영어에서는 연주회를 concert, 협주곡을 concerto라 한다. 독어에서는 둘다 Konzert라 부르지만, 혼동을 굳이 피하려면 협주곡은 Instrumentalkonzert 또는 Solokonzert 라 한다.

## 콘서트, 리사이틀 구분
극히 적은 인원수의 연주회의 경우 "리사이틀"을, 악단과 같이 많은 인원이 동원되면 "콘서트"라는 용어를 사용한다. 그러나 반드시 이러한 규칙이 성립되는 것은 아니며, 한 명뿐인 연주회라도 콘서트라는 용어를 사용하기도 한다.

## 같이 보기
- 록 페스티벌